# Rinnovazione
La rinnovazione è la sostituzione, in un bosco, di alberi adulti da parte di piantine giovani della stessa specie, definite novellame. Si parla invece di successione se la specie vegetale dominante viene sostituita da esemplari di altra specie.

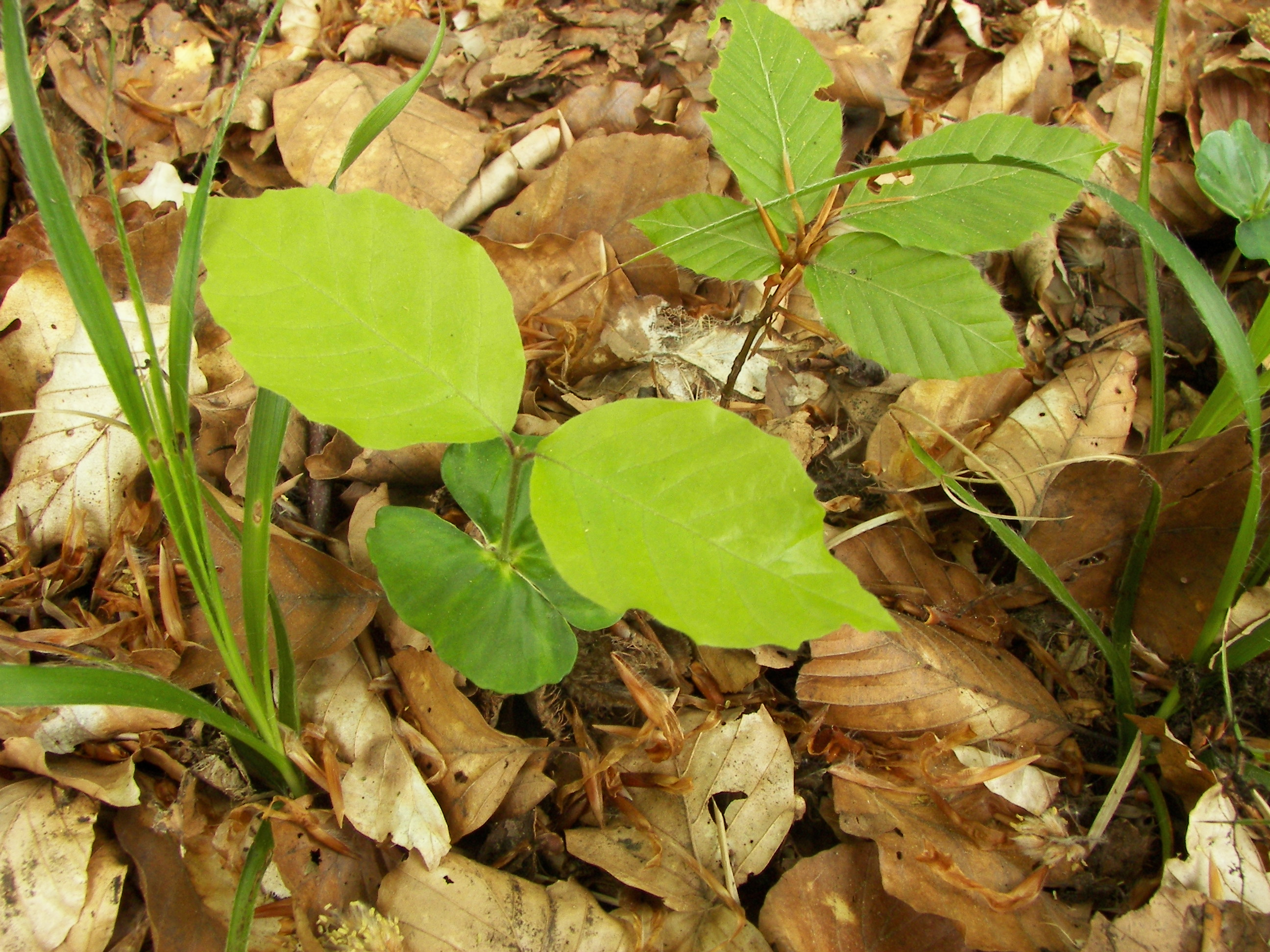
Novellame di faggio

## Categorie
Una prima dicotomia esiste tra:
- rinnovazione naturale quando avviene senza semina o trapianti di giovani

- rinnovazione artificiale quando le nuove piantine sono materialmente impiantate, o seminate, dalla mano dell'uomo

La rinnovazione naturale, a sua volta, si può suddividere in: 
- rinnovazione gamica quando gli esemplari giovani nascono da semi autonomamente disseminati da piante adulte

- rinnovazione agamica se invece si tratta di riproduzione asessuale mediante, ad esempio, polloni nei cedui.

- rinnovazione assistita quando la crescita del novellame viene stimolata mediante il taglio di alcune grandi piante o polloni.

La rinnovazione artificiale avviene mediante semina o trapianto di piantine di vivaio ed è impiegata quasi esclusivamente per le superfici trattate a taglio raso. Se viene effettuata su una superficie precedentemente non coperta da bosco si parla tecnicamente di rimboschimento.
La rinnovazione integrata, infine, è rappresentata da una rinnovazione naturale con impianti artificiali di alcune piantine dove il novellame è assente o scarso.